# Cordillera de Muñecas
Cordillera de Muñecas är en bergskedja i Bolivia.   Den ligger i departementet La Paz, i den västra delen av landet, 500 km nordväst om huvudstaden Sucre.
Omgivningarna runt Cordillera de Muñecas är i huvudsak ett öppet busklandskap. Runt Cordillera de Muñecas är det glesbefolkat, med 8 invånare per kvadratkilometer.